# Cinclodes albidiventris
Cinclodes albidiventris е вид птица от семейство Furnariidae.

## Разпространение
Видът е разпространен в Колумбия, Еквадор, Перу и Венецуела.